# ピンクパンサー&パルズ
ピンクパンサー&パルズ(Pink Panther & Pals)は、アメリカ合衆国のテレビアニメ。アメリカ合衆国では現地のカートゥーン ネットワークで2010年5月に放送されている。日本では2010年8月22日から2020年3月18日まで放送された。
短編アニメ『ピンクパンサー』シリーズの最新作。本編の『ピンクパンサー&パルズ』2本と、その間の『アント&アードバーク』の3パート構成となっている。また、今作のピンクパンサーは10代に若返っている。

## 登場人物
声優の表記は（原語版/日本語版）とする。
ピンクパンサー
声 - なし/山口登
本作の主人公。
ビッグノーズ
声 - アレックス・ナスバーム/志賀克也
ピンクパンサーと対立する大人。
アント（アリ）
声 - ケル・ミッチェル/志賀克也
アードバーク（ツチブタ）
声 - エディ・ガーバー/山口登
アントを追いかける動物。